# Natarajatempel

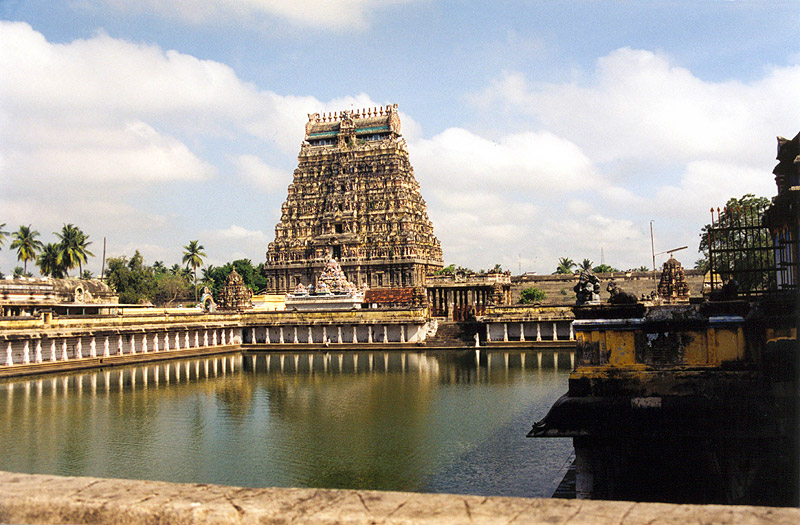
Natarajatempel

De Natarajatempel of Chidambaramtempel is een hindoe-tempel in Chidambaram, Tamil Nadu, India.
De tempel werd gebouwd uit enorme brokken graniet rond 1120 door Rajaraja II, het kleinkind van Rajaraja I. De tempel zou gevestigd zijn op de plaats waar Shiva zijn kosmische dans uitvoerde.
Net op die plek is er een bassin de Shivaganga. Dit is omgeven met trappen, kleine ruimten. Het bad werd gebruikt om zich ritueel te reinigen voordat met het heiligdom van Shiva inging.
Naast dit bassin zijn er dus ook nog heiligdommen. Eén daarvan is de Rajasabha, een zaal met duizend pilaren.